# Anthon Wilhelm Nielsen
Anthon Wilhelm Nielsen (* 10. Januar 1909 in Frederiksberg; † 2. November 1982 in Kopenhagen) war ein dänischer Kaufmann.

## Leben
Anthon Wilhelm Nielsen war der uneheliche Sohn des Schreiners Anthon Peter Nielsen und Anna Marie Christiansen. Er war zweimal verheiratet. Seine zweite Ehe erfolgte mit Emma Andrés (1905–1987), der Tochter des Kleidungsunternehmers Johan Heinrich Andrés (1868–1930) und seiner Frau Minna Vilhelmine Ernestine Thurmann (um 1874–1959).
Anthon Wilhelm Nielsen begann als 14-Jähriger eine Meiereilehre, entschied sich dann aber doch für eine Handelsausbildung. 1930 wurde er zum Direktor der Åshøj Mejeri ernannt. Im Jahr darauf begann er das Aktienkapital der Meierei aufzukaufen, das er später vollends übernahm. Seine Meierei war mit für die Milchversorgung Kopenhagens zuständig, aber er zog sich zurück, da er dadurch nur innerhalb seines Distrikts produzieren durfte. Er war Aufsichtsratsmitglied in mehreren milchwirtschaftlichen Vereinigungen im Raum Kopenhagen. 1951 verkaufte er seine Meierei für einen Betrag von mehreren Millionen Kronen, mit dem Plan, sich etwas aus der Wirtschaft zurückzuziehen.
Noch 1951 wurde er auf Wunsch von Staatsminister Erik Eriksen jedoch zum Direktor von Den Kongelige Grønlandske Handel (KGH) ernannt. Er leitete den KGH in den ersten Jahre der Industrialisierungsphase nach der Dekolonisierung 1953. Er bereiste das ganze Land während seiner Amtszeit und galt als fleißiger Vermittler zwischen Grönland und Dänemark. Für seinen Einsatz wurde er später 1960 zum ersten Ehrenbürger von Maniitsoq ernannt. Bereits 1956 verließ er jedoch den KGH wieder.
Im selben Jahr wurde er zum Direktor der Brauerei Carlsberg ernannt. Unter ihm verleibte sich das Unternehmen 1970 den Konkurrenten Tuborg ein, was zu einem wirtschaftlichen Aufschwung führte. Carlsberg expandierte in dieser Zeit nach Europa und auf andere Kontinente. 1974 zog er sich als Direktor zurück, gehörte aber noch bis 1980 dem Aufsichtsrat an. Daneben saß er im Laufe der Jahre in zahlreichen weiteren Aufsichtsräten und Kommissionen. Unter anderem war er von 1959 bis 1976 Vorsitzender der dänischen Brauereivereinigung, ab 1965 Aufsichtsratsvorsitzender von Den Danske Bank. Von 1962 bis 1964 war er zudem Mitglied des Grønlandsudvalg.
Anthon Wilhelm Nielsen setzte sich auch für Landgewinnung ein. Er besaß zwei Gutshöfe, Rodsteenseje südlich von Odder und Uhre Hedegård bei Ikast. Dort schuf er Agrarflächen in der Heide. Er war dabei Vorsitzender von Jysk Landvinding und Det Danske Hedeselskab und wurde 1975 mit dem größten Silberbecher von Det Kongelige Danske Landhusholdningsselskab ausgezeichnet. Zudem wurde er 1952 zum Ritter des Dannebrogordens ernannt, 1956 zum Ritter 1. Grades, 1965 zum Kommandeur, 1971 zum Kommandeur 1. Grades und erhielt schließlich 1979 das Großkreuz.
Anthon Wilhelm Nielsen starb 1982 im Alter von 73 Jahren in Kopenhagen.